# John Warner (senator)

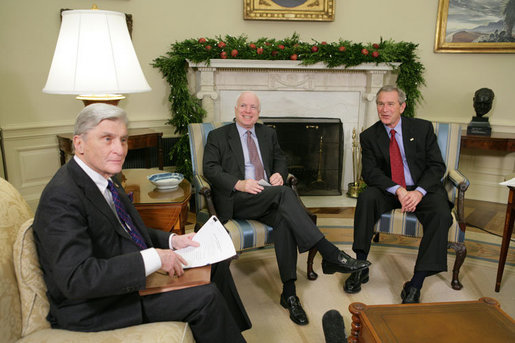
Senatorzy Warner, John McCain i prezydent George W. Bush

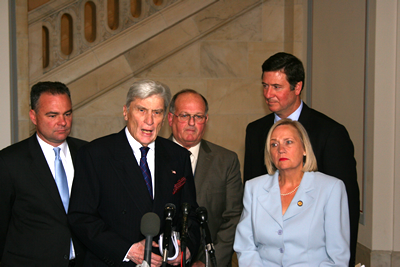
Z gubernatorem Wirginii Timem Kaine'em

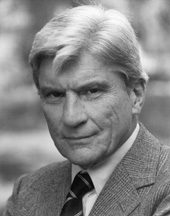
Wersja zdjęcia oficjalnego

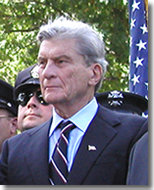

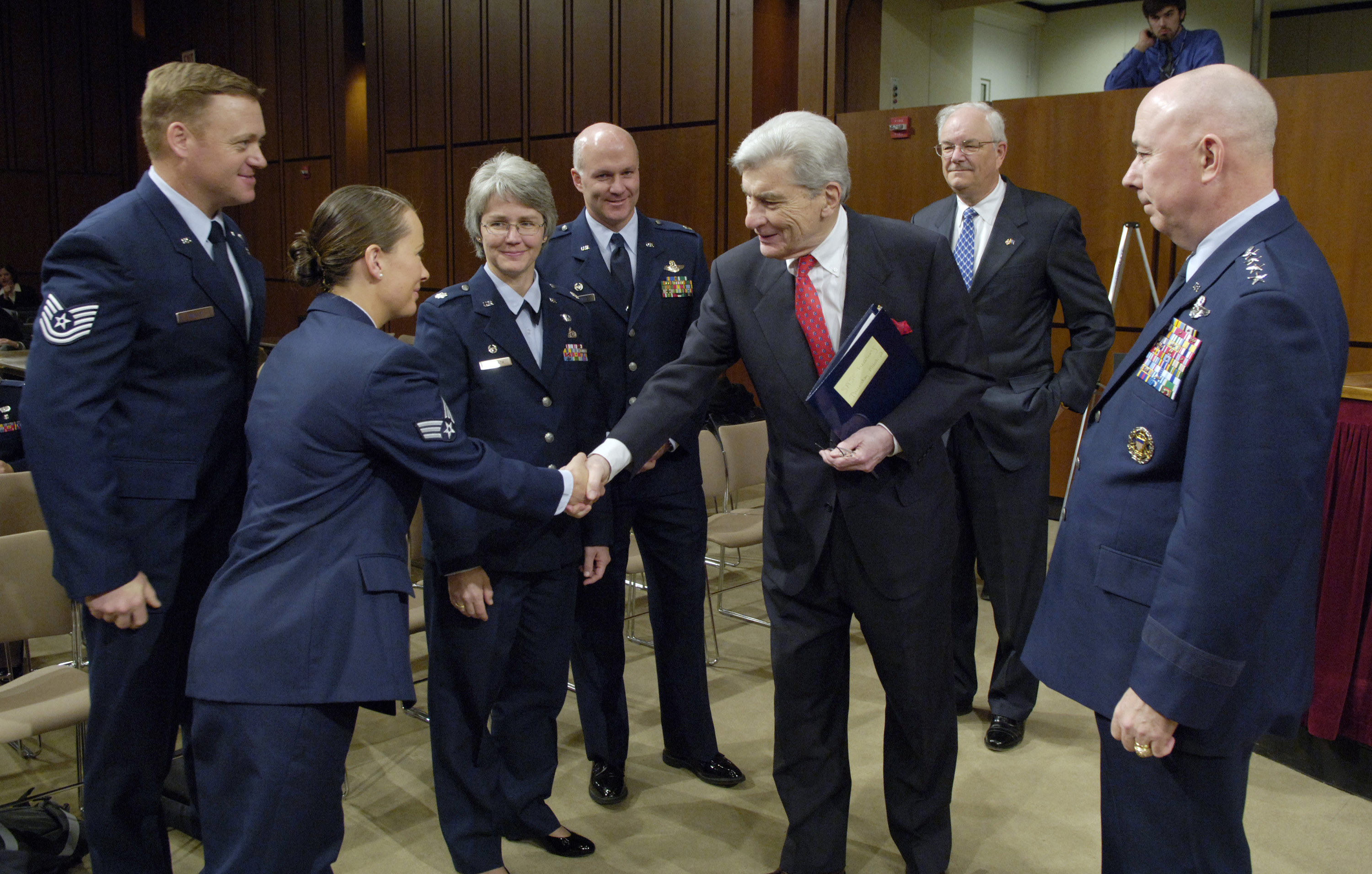
Z żołnierzami sił powietrznych

John William Warner (ur. 18 lutego 1927 w Waszyngtonie, zm. 25 maja 2021 w Alexandrii) – amerykański prawnik i polityk, związany z Partią Republikańską, sekretarz Marynarki Wojennej w gabinecie prezydenta Richarda Nixona, w latach 1979–2009 piastujący mandat senatora ze stanu Wirginia.
Był powszechnie szanowany przez wzgląd na swoje kompetencje i umiarkowane stanowisko, jest jednym z najbardziej niezależnych (miejscami nawet bardziej liberalnych, jakkolwiek nie należy do lewej strony amerykańskiej sceny politycznej) republikanów w izbie wyższej Kongresu. Jest m.in. zwolennikiem ograniczonego prawa do przerywania ciąży, ograniczeń w dostępie do broni palnej. Jako jeden z nielicznych republikanów w Senacie głosował w roku 1999 za uniewinnieniem prezydenta Billa Clintona z pierwszego z dwóch zarzutów w procesie o impeachment.
Był też jednym z najbardziej wpływowych senatorów, nie tylko ze względu na staż i umiarkowanie, ale i z racji, że piastował przez długi czas funkcję przewodniczącego Senackiej Komisji ds. Sił Zbrojnych, co czyniło go jedną w najważniejszych osób kształtujących politykę obronną USA. Ostatnio zwrócił na siebie uwagę, krytykując iracką politykę prezydenta George’a W. Busha.

## Życiorys

### Wczesne lata
Urodził się w stolicy USA, Waszyngtonie, gdzie uczęszczał do elitarnej St. Albans School. Dalszą naukę kontynuował m.in. na Washington and Lee University, który ukończył w 1949.
W styczniu 1945, na krótko przed swoimi 18 urodzinami, wstąpił do US Navy, gdzie służył do następnego roku. Służbę opuścił w stopniu Petty Officer 3rd Class (jeden z podoficerów marynarki).
W październiku 1950 wstąpił w szeregi Piechoty Morskiej. Brał udział w walkach wojny koreańskiej jako pilot 1. Skrzydła Samolotów Piechoty Morskiej (ang. 1st Marine Aircraft Wing). Już po przeniesieniu do rezerwy awansowano go do rangi kapitana.
Po ostatecznym pożegnaniu z bronią Warner ukończył studia na wydziale prawa University of Virginia. W 1953 rozpoczął praktykę adwokacką. Był też, od tego roku, m.in. asystentem prezesa sądu apelacyjnego E. Barrett Prettymana. W 1956 został asystentem prokuratora, zaś w 1960 rozpoczął prywatną praktykę.

### Kariera polityczna

#### Sekretarz Marynarki Wojennej
W lutym 1969 Warner został mianowany podsekretarzem Marynarki Wojennej. Zaś 4 maja 1972 zastąpił na stanowisku sekretarza Johna Chafee (byłego gubernatora Rhode Island i późniejszego senatora).
W roli sekretarza Marynarki Warner uczestniczył w wielu negocjacjach ze Związkiem Radzieckim. To stanowisko zajmował do roku 1974.

#### Senator Stanów Zjednoczonych
W roku 1978 wystartował w prawyborach republikańskich o nominację jako kandydat na senatora w Wirginii. Był wtedy głównie znany jako mąż Elizabeth Taylor. Zajął w tych prawyborach drugie miejsce, ale ich zwycięzca zginął niebawem w katastrofie lotniczej i Warner zdobył tym samym nominację. Pokonał swego konkurenta niewielką różnicą głosów. Miejsce w Senacie zajął dzień wcześniej (2 stycznia zamiast, jak to zawsze ma miejsce, 3 stycznia).
W roku 1994, kiedy republikanie swoim kandydatem na senatora mianowali byłego doradcę prezydenta Ronalda Reagana, zamieszanego w aferę Iran-Contras Olivera Northa, Warner odmówił mu poparcia przeciwko demokracie Chuckowi Robbowi i prowadził kampanię na rzecz kandydata niezależnego.
W okresie pierwszej kadencji Clintona był wymieniany jako potencjalny kandydat na sekretarza obrony w jego administracji (w czasie drugiej kadencji tego prezydenta został nim inny bardziej liberalny senator republikański, William Cohen z Maine).

#### Poglądy polityczne i na ważniejsze sprawy
- Był jednym z nielicznych republikanów popierających prawo do przerywania ciąży (aczkolwiek z pewnymi ograniczeniami, co daje mu nieco wyższy ranking grup pro-life), oraz rozwój badań nad komórkami macierzystymi w celach leczniczych
- Popierał ograniczenia dostępu do broni palnej (NRA uważa go za swego przeciwnika w Kongresie)
- Popierał zakończenie embarga w stosunkach z Wietnamem
- Głosował za dodaniem do przestępstw wynikających z nienawiści tych popełnionych wobec przedstawicieli mniejszości seksualnych, jeżeli to właśnie ona była powodem (jako jeden z zaledwie kilku republikanów w Senacie)
- Dwukrotnie głosował za przywróceniem kontrowersyjnego USA Patriot Act
- Głosował za zatwierdzeniem kandydatur Johna Robertsa i Samuela Alito do Sądu Najwyższego
- Głosował za obowiązkiem przeprowadzenia testów DNA przy wydawaniu wyroków śmierci przez sądy federalne
- Sprzeciwiał się ewentualnemu uderzeniu na Iran, ale popierał wcześniej wojnę w Iraku

#### Wyniki wyborów do Senatu
- 1978
  - John Warner – 613 232 głosów (50,17%)
  - Andrew P. Miller (demokrata) – 608 511 głosów (49,79%)
- 1984
  - John Warner – 1 406 194 głosów (70,05%)
  - Edie Harrison (demokrata) – 601 142 głosów (29,95%)
- 1990
  - John Warner – 846 782 głosów (80,36%)
  - Nancy B. Spannaus (niezależna) – 196 755 głosów (18,67%)
- 1996
  - John Warner – 52,48%
  - Mark Warner (demokrata) – 47,39%
- 2002
  - John Warner
  - Nancy B. Spannaus (niezależna) – 145 102 głosów (9,74%)

## Życie osobiste
Pierwszą jego żoną była wnuczka miliardera Andrew Mellona i jedna ze spadkobierczyń jego fortuny – Catherine Mellon. Małżeństwo to zakończyło się rozwodem w 1973. Drugą żoną była aktorka Elizabeth Taylor (od 1976 do 1982).
Był także związany m.in. z Barbarą Walters. Był żonaty z Jeanne Vander Myde, agentką ubezpieczeniową (od 2003).

## Odznaczenia
- Medal Departamentu Obrony za Wybitną Służbę Publiczną (2016)[2]